# John van 't Schip
Johannes Nicolaas van 't Schip, dit John van 't Schip, né le 30 décembre 1963 à Fort St. John en Colombie-Britannique au Canada, est un footballeur international néerlandais reconverti entraîneur. Il faisait partie de l'équipe des Pays-Bas vainqueur de l'Euro 1988 en battant en finale l'URSS. Ses postes de prédilection étaient milieu offensif ou ailier. Il fait partie du Club van 100.

## Jeunesse
Van 't Schip est né à Fort St. John, en Colombie-Britannique, et a grandi à Powell River en jouant dans des équipes junior de football avant de déménager aux Pays-Bas en 1972.

## Carrière en club
Van 't Schip commence sa carrière dans l'équipe de jeunes de l'Ajax Amsterdam. Il fait ses débuts en équipe première en décembre 1981 avant de passer onze saisons au club. Durant cette période, il a gagné le championnat à quatre reprises, en 1982, 1983, 1985 et 1990, et la coupe des Pays-Bas à trois reprises en 1983, 1986 et 1987. Il aussi participé à la victoire de l'Ajax en Coupe des vainqueurs de coupe en 1987 et en Coupe UEFA en 1992.
Il signe par la suite au Genoa, où il a joué quatre saisons avant de prendre sa retraite. Durant sa période en Italie, il aide le club à gagner la Coupe anglo-italienne de 1996.

## Carrière internationale
Sur la scène internationale, van 't Schip a obtenu un total de 41 sélections avec l'équipe des Pays-Bas, ne marquant que deux buts. Son premier match a eu lieu en avril 1986 face à l'Écosse. Il joue son dernier match pour son équipe nationale lors des matchs de qualifications pour l'Euro 1996 face à la Biélorussie après avoir gagné l'Euro 1988 et avoir participé à la Coupe du monde 1990 et l'Euro 1992.

## Après-carrière
Le 30 octobre 2023, John van 't Schip intègre l'Ajax Amsterdam avec un contrat portant jusque juin 2025. Alors que le club est au moment de son arrivée dernier de l'Eredivisie, il est nommé entraîneur jusqu'en fin de saison, devenant ensuite membre de la direction technique du club.

## Palmarès joueur

### En club
- Vainqueur de la Coupe d'Europe des vainqueurs de coupes en 1987 avec l'Ajax Amsterdam
- Vainqueur de la Coupe de l'UEFA en 1992 avec l'Ajax Amsterdam
- Champion des Pays-Bas en 1982, 1983, 1985 et 1990 avec l'Ajax Amsterdam
- Vainqueur de la Coupe des Pays-Bas en 1983, 1986 et 1987 avec l'Ajax Amsterdam
- Finaliste de la Coupe d'Europe des vainqueurs de coupes en 1988 avec l'Ajax Amsterdam

### En équipe des Pays-Bas
- 41 sélections et 2 buts avec l'équipe des Pays-Bas entre 1986 et 1995
- Champion d'Europe des nations en 1988
- Participation au Champion d'Europe des nations en 1988 (Vainqueur) et en 1992 (1/2 finaliste)
- Participation à la Coupe du monde en 1990 (1/8 de finaliste)

## Palmarès entraineur
- Coupe d'Australie en 2016 avec Melbourne City